# Henrique VI da Silésia

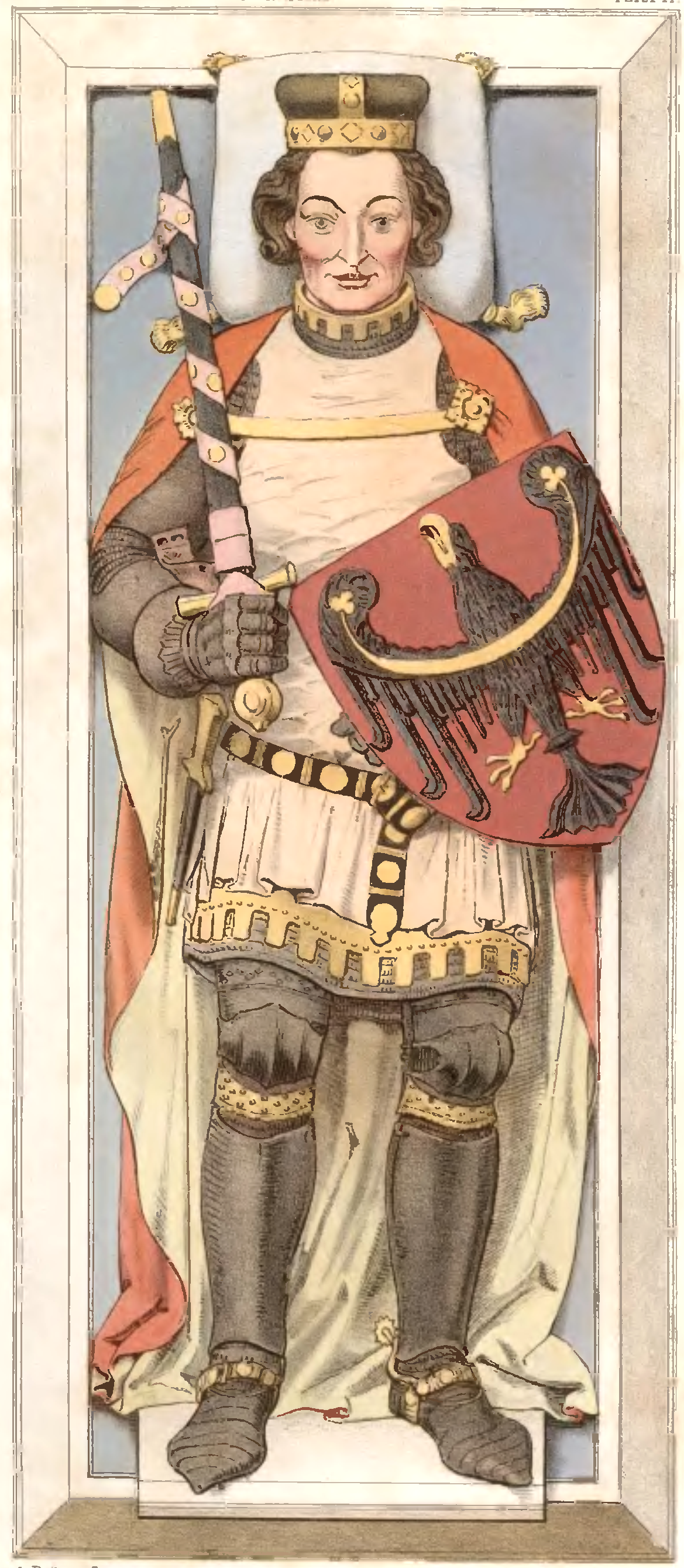
Representação de Henrique VI.

Henrique VI da Silésia (18 de Março de 1294 - 24 de Novembro de 1335) foi duque de Breslávia a partir de 1311.
Henrique era o segundo filho de Henrique V, Duque de Legnica e Breslávia, e de Isabel, filha de Boleslau, Duque da Grande Polónia.

## Vida
O pai de Henrique faleceu em 1296. Devido ao facto de ele e os seus irmãos Boleslau III e Vladislau serem menores, a sua mãe, a viúva Isabel (m. 1304) e o seu tio paterno Bolco I (m. 1301) ocuparam-se da regência. Entre 1301 e 1302, a tutela oficial foi tomada por Henrique de Würben, Bispo de Breslávia. 
Finalmente, o rei Venceslau II da Boémia e Polónia assumiu a autoridade sobre o ducado, o que trouxe Boleslau III para a corte de Venceslau, em Praga. Não se sabe o que aconteceu a Henrique nesta altura. 
A primeira informação de Henrique tem lugar, mais tarde, em 1310, quando casou com Ana da Áustria, alguns anos mais velha do que ele, viúva de Herman de Brandemburgo-Stendal e filha de Alberto I da Germânia, o governante da Áustria. Um ano depois, como resultado da pressão da nobreza de Breslávia-Legnica (cansada do governo negligenciado de Boleslau III), o ducado foi dividido em três partes: Breslávia, Legnica e Brzeg. O ducado mais pobre era o de Brzeg. Num tratado de divisão, foi estipulado que o irmão que tomasse Brzeg para si receberia ainda dos outros dois um pagamento de 50 0000 multas. Como sendo o primogénito, Boleslau III foi o primeiro a escolher. Como tinha dificuldades económicas, ele inesperadamente tomou Brzeg e o respectivo pagamento. Como resultado, a Henrique foi autorizado tomar Breslávia. Não teve problemas em pagar ao irmão (graças à ajuda dos nobres ricos de Breslávia) e ficou com a sua terra. O irmão mais novo, Vladislau, que recebera Legnica, não esteve em condições de pagar ao irmão, pelo que foi expulso da sua terra por Boleslau III.
Entre 1312 e 1317 formou-se um conflito entre Boleslau III e os Duques de Glogóvia. Assim, ele e Henrique formaram uma aliança com Ladislau I da Polónia e, com as suas forças combinadas, iniciaram uma expedição contra os filhos de Henrique III de Glogóvia. Como pretexto, usaram o facto de Henrique III ter sido o responsável pela morte de Henrique V (pai de Henrique e Boleslau). No final, Ladislau I planeou capturar todas as cidades da Polónia., mas os seus aliados apenas conseguiram capturar Uraz (dada a Henrique), Wołów e Lubiąż (dadas a Boleslau).
Em 1314 Henrique apoiou o seu cunhado, Frederico da Áustria, na sua batalha pelo trono da Germânia.

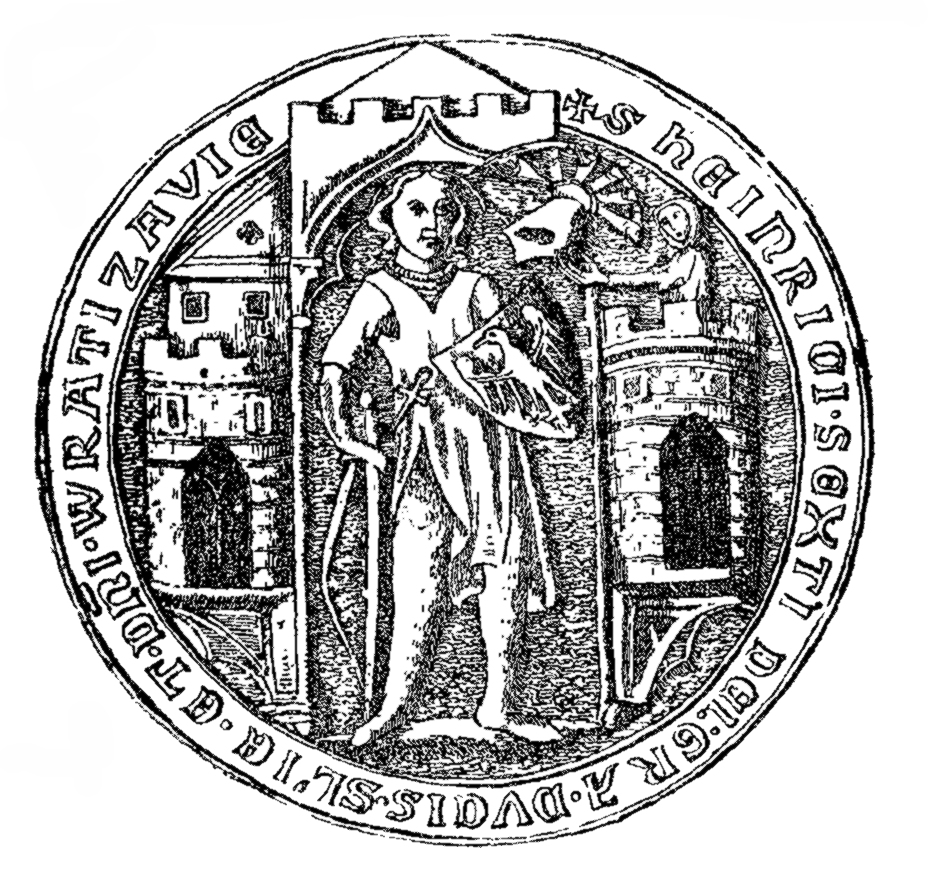
Selo de Henrique VI, datado de 1332.

A guerra com Glogóvia recomeçou em 1321. Desta vez, porém, Henrique não foi convencido da apropriação desta terra e, em 1332, assinou um contrato de paz separado com os Duques de Glogóvia, recebendo assim Smogorzew. O acordo foi reforçado com o casamento de Isabel, a filha primogénita de Henrique, com o Duque Conrado I de Oleśnica. 
Por esta altura, as relações entre Henrique e o seu irmão Boleslau deterioraram-se seriamente. As principais razões foram a recusa de Henrique no apoio da política militar de Boleslau e a pretensão deste de controlar a rica cidade de Breslávia, pertencente a Henrique. Boleslau fez até uma proposta para trocar Legnica por Breslávia. Henrique recusou a proposta. A guerra entre os dois irmãos estava iminente.
Henrique reestabeleceu contactos com Ladislau I(agora Rei da Polónia) e prometeu-lhe homenagem e a nomeação como seu herdeiro, em troca de auxílio contra Boleslau. Contudo, Ladislau I temia um confronto directo com o Reino da Boémia e recusou a oferta. Então, Henrique pediu auxílio ao Imperador Luís IV. A 20 de Abril de 1324 Henrique declarou-se vassalo do Império; em troca, ganhou o direito de sucessão das suas terras para as suas filhas e, consequentemente, Boleslau III e os seus descendentes foram deserdados. Esta decisão fez com que Boleslau planejasse tentativas armadas para resolver a disputa, mas falhou contra as poderosas muralhas de Breslávia. 
Contudo, a sua homenagem ao Sacro Império não manteve as suas terras seguras, especialmente desde que as lutas contra Boleslau III continuaram. Para remediar este problema, em 1325 Henrique casou a sua segunda filha, Eufémia, com Boleslau de Niemodlin. 
Ele fez também uma aliança com a Ordem Teutónica, contra o principal apoiante de Boleslau na Silésia, Ladislau I. 

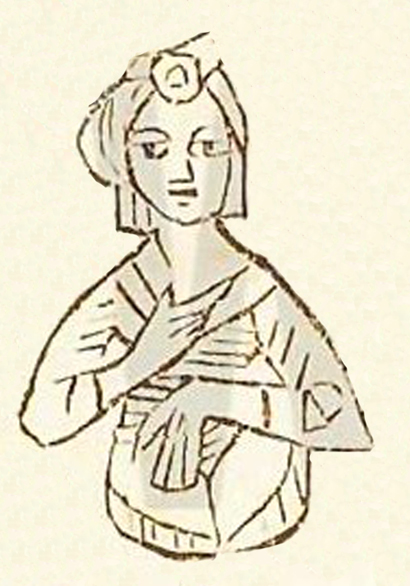
Representação de Ana da Áustria, esposa de Henrique VI.

Eventualmente, sob pressão da nobreza de Breslávia, Henrique optou por uma aliança com João I da Boémia. A assinatura do acordo teve lugar em Breslávia, a 6 de Abril de 1327. Segundo este tratado, Breslávia permaneceu independente, mas após a morte de Henrique seria anexada pela Boémia. Em troca, Henrique obteve do rei o Condado de Glatz.
Em relação à política interna, Henrique foi constrangido pela nobreza de Breslávia, que recebeu dele muitos privilégios. A sua relação com a Igreja foi muito firme e tensa, e, de facto, entre 1319 e 1321 ele foi excomungado. 
Henrique faleceu a 24 de Novembro de 1335, e sepultado na capela de Sta. Edviges, em Wrocław.

## Casamento e descendência
Em 1310 Henrique casou-se com Ana da Áustria (n. Viena, 1280 - m. Wrocław, 19 de Março de 1327), filha de Alberto I da Germânia, Duque da Áustria e viúva de Herman de Brandemburgo-Stendal. 
Henrique e Ana tiveram a seguinte descendência:
1. Isabel (n. 1311 - m. 20 de Fevereiro de 1328), casou-se com o duque Conrado I de Oleśnica.
2. Eufémia (n. 1312 - m. 21 de Março de 1384), casou-se com o duque Boleslau de Niemodlin.
3. Margarida (n. 1313 - m. 8 de Março de 1379), Abadessa de Sta. Clara em Wrocław (1359).

Após a sua morte sem herdeiros masculinos, e de acordo com o tratado de 1327, Breslávia uniu-se à Boémia.
| Precedido por: Boleslau III | Duque de Breslávia 1311–1335                            | Sucedido por: Anexado pelo Reino da Boémia |
| Precedido por: Henrique V   | Duque de Legnica com Boleslau III e Vladislau 1296–1311 | Sucedido por: Vladislau                    |